# Rosborg Gymnasium og HF
Rosborg Gymnasium & HF (tidligere Rosborg Amtsgymnasium) er en uddannelsesinstitution, der tilbyder både STX og HF. Rosborg er det ene af to almene gymnasier i Vejle – det andet er Rødkilde Gymnasium. Gymnasiet havde i juni 2025 ca. 1.300 elever.

## Historie
Gymnasiet er opkaldt efter en middelalderborg fra 1300-tallet, der lå på en lav borgbanke ved Vejle Å, umiddelbart sydvest for gymnasiet. Elever fra gymnasiet gravede 2 søgegrøfter på stedet i 1912, og det fundne materiale har været udstillet på Vejle Lokalhistoriske Museum.
Rosborg Gymnasium & HF startede på Hældagerskolen i Vejle og flyttede i januar 1976 til den nuværende adresse.
På YouTube.com kan man se Rosborg Gymnasiums videoer om matematik.

## Bygninger
Skolen har lokaler i 3 bygninger. Hovedbygningen var oprindeligt bygget som et H, men blev i 2012 udvidet to nye blokke, der huser de kreative fag – bortset fra musiklokaler – samt nye naturvidenskabelige lokaler. Der er således syv blokke – hhv. blok 1, 2 og 3, der fungerer som normale klasselokaler; blok 4, som er videnskabsafdelingen, hvor der er laboratorier og miniversioner af auditorier; blok 5, der huser almindelige klasselokaler, et stort auditorium og lokaler til mediefag og design; blok 6, der huser naturvidenskabelige lokaler og billedkunstlokaler, samt blok syv, der huser alle musiklokaler og en gymnastiksal.
I Rosborgs kantineområde afholdes ugentlige plenummøder samt diverse fællesarrangementer.

## Musicals
Hvert andet år afholder Rosborg Gymnasium & HF en musical, hvor eleverne står for både musik, koreografi, sang, skuespil og kulisser med vejledning fra lærerne; de seneste musicals har været:
- Blue Angel (november 2023)
- Cirkus Fantastica (november 2021)
- Hairspray (november 2019)
- Halløj i klosteret (i november 2017)
- Efter Festen (november 2013)
- Blues Brothers (foråret 2012)
- Take A Chance On Me (foråret 2010)
- WWW.Rock.U (i foråret 2008)
- Grease (i foråret 2006)
- Mød mig på Cassiopeia (i foråret 2003)

## Elevorganisationer
- Skolefestforeningen Bacchus
- Musikkens Venner
- Kristeligt Forbund for Studerende
- Operation Dagsværk
- Globale Gymnasier (GG)
- Harmonia
- PoeSi' det
- Strik og drik

samt Elevrådet, som også arbejder gennem Danske Gymnasieelevers Sammenslutning (DGS).
Både i 2007/2008, 2008/2009 og 2013/2014 har Elevrådet haft repræsentanter i DGS' bestyrelse.